# Cornel-Vasile Folescu
Cornel-Vasile Folescu (n. 27 mai 1968, Turnu Severin, Mehedinți, România) este un deputat român, ales în 2020 din partea PSD. 